# Buddy Arnold

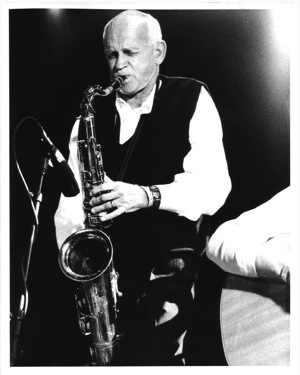
Buddy Arnold (1994)

 Buddy Arnold (eigentlich Arnold Buddy Grishaver, * 30. April 1926 in der Bronx, New York City; † 9. November 2003 in Los Angeles) war ein US-amerikanischer Jazzmusiker (Tenorsaxophon, Basssaxophon, Klarinette, Bassklarinette).

## Leben
Arnold spielte in den späten 1940er- und frühen 1950er-Jahren in verschiedenen New Yorker Bigbands, darunter die Orchester von Joe Marsala, Georgie Auld, Herbie Fields, George Williams, Tex Beneke, Claude Thornhill, Buddy DeFranco und Jerry Wald; erste Aufnahmen entstanden 1944 mit der Bob Chester Band. Im Januar 1956 hatte er Gelegenheit, unter eigenem Namen für ABC-Paramount das Album Wailing aufzunehmen, an dem Dick Sherman, Frank Rehak, Gene Quill, Dave Schildkraut, Teddy Kotick, Shadow Wilson und Osie Johnson mitwirkten. Die Arrangements steuerten Nat Pierce, Bob Brookmeyer und Phil Urso bei. Ferner arbeitete er in dieser Zeit u. a. mit Phil Sunkel und Warren Covington. In den späten 1950er- und frühen 1960er-Jahren war er Mitglied des Stan Kenton Orchestra.  Im Bereich des Jazz war er zwischen 1944 und 2002 an 31 Aufnahmesessions beteiligt.
Arnold war ab 1950 drogenabhängig; seine Heroinsucht führte zu insgesamt 34 Inhaftierungen wegen Verstoßes gegen das amerikanische Betäubungsmittelgesetz, darunter eine Inhaftierung, die ihn 1981 in das San Quentin State Prison brachte. Nach seiner Entlassung aus der Haft in den frühen 1990ern gründete Arnold mit seiner Frau in Los Angeles ein Hilfsprogramm für drogenabhängige Musiker namens Musician's Assistance Program (MAP), das von der Plattenindustrie unterstützt wurde. Mit seinem Hilfsprogramm unterstützte Arnold zum Beispiel 1992 den Schlagzeuger Erik Sandin von der kalifornischen Punk-Rock-Band NOFX, während eines zweimonatigen Klinikaufenthaltes erfolgreich seine Heroin-Sucht zu überwinden. Arnold starb 2003 auf Grund von Komplikationen einer Operation am offenen Herzen im Cedars-Sinai Medical Center.